# Escuela Preparatoria Malibú
La Escuela Preparatoria Malibú (Malibu High School, MHS) es una escuela pública en Malibú (California) para escuela secundaria (grados 6 a 8) e preparatoria (grados 9 a 12). Como uno de los tres escuelas preparatorias en el Distrito Escolar Unificado de Santa Mónica-Malibú, MHS sirve a la comunidad de Malibú y por permiso entre distritos al área más grande de Los Ángeles y Ventura County.

## Historia
El campus se encuentra localizado en la tierra originariamente parte del colegio de educación primaria Juan Cabrillo, el cual fue dividido en 1963 para crear el instituto Malibu Park Junior, nombrado así por su cercanía con la región de Malibú. Al no existir institutos públicos en Malibú, los estudiantes que superaba la escuela primaria tenían que realizar un viaje de 2 horas hasta Santa Mónica para acudir al instituto Santa Mónica.
En 1992, el distrito convirtió el campus del instituto Malibu Park Junior High School en el actual combinado educación primaria/secundaria, y permitió que los novatos de primer curso del MHS caminasen a través del campus. The State of California erroneously shows the high school established in 1993.) Se fueron añadiendo más cursos los siguientes años, culminando en la primera graduación de los novatos de 1992 en el año 1996. La mascota del colegio, un marrajo sonriente, fue diseñado por un estudiante de arte de la primera promoción de 1996.
EL primer director del instituto fue Michael Matthews. Durante la tenencia de Matthews en 2003, la escuela ganó su designación como California Distinguished School and first achieved a national ranking as #177 in Newsweek|Newsweek's Top 1200 Schools in America, a ranking system based on what percentage of a school's student body takes Advanced Placement exams in any given year.

## Localización
La escuela se localiza en la parte noroeste de Malibú, a una manzana de Pacific Ocean y del famoso Zuma Beach en el distrito Malibu Park. La escuela mide 35 acres (0.14 km²) de laderas onduladas entre Merritt Drive al sur y Via Cabrillo Street al norte, y Harvester Road al este. El campus se localiza junto al colegio de educación primaria Juan Cabrillo, un colegio público, y la guardería y escuela de preescolar metodista de Malibú, un kindergarten privado para niños de edades entre 0 y 5 años. Las instalaciones del MHS incluyen un campo de béisbol, clasificado como el mejor en América en enero de 2004 por Baseball America.[cita requerida]
Se puede acceder al colegio por la Autoridad de Transporte Metropolitano del Condado de Los Ángeles (MTA) por la línea de autobús 534. La mayoría de estudiantes llegan al campus en coche privado o en el autobús escolar.[cita requerida]

## Preocupaciones medioambientales
El Distrito Escolar Unificado de Santa Mónica-Malibú ha realizado una limpieza de bifenilos policlorados de la escuela en 2009 y 2010 con el asesoramiento del Departamento de Control de Sustancias Tóxicas de California (DTSC). En octubre de 2013, después de que a tres profesores se les diagnosticase cáncer de tiroides, un grupo de profesores se preocupaba de que las contaminaciones medioambientales en el Malibu High School podían ser la razón; la masilla del edificio examinada por PCB demostró tener unos niveles "ligeramente elevados" por encima de los límites regulados de 50ppm en noviembre de 2013. Las tres agencias gubernamentales relevantes, la DTSC, el Departamento de Salud Pública del Condado de Los Ángeles y la Agencia de Protección Ambiental (EPA) fueron informados y algunos edificios fueron cerrados a los estudiantes.
"Basándos en informes publicados y en entrevistas de residentes que estuvieron presentes durante estos años" Malibú sirvió como un centro de entrenamiento militar durante la Segunda Guerra Mundial. Por recomendación de Hugh Kaufman, un analista sénior de la EPA, los profesores se acercaron al Public Employees for Environmental Responsibility (PEER) para soliticar ayuda. En febrero de 2014, los abogados de PEER escribieron al distrito escolar pidiendo una evaluación del sitio del campus. Después de una investigación de cinco meses, el Cuerpo de Ingenieros del Ejército de los Estados Unidos respondió en julio de 2014, que la escuela nunca había sido un lugar militar. El distrito contrató a una firma medioambiental llamada Environ, cuya plan inicial de limpieza fue criticado por permitir que los elevados niveles de PCB estuviesen dentro de las clases durante 15 años o más, por no examinar la masilla en todas las aulas construidas antes de 1979 y por monitorizar la calidad del aire durante solo un año. El plan fue rechazado por la EPA en abril de 2014. Environ lanzó una segunda limpieza de PCB el 3 de julio de 2014. Dos semanas más tarde PEER publicó los resultados del examen de PCB de masilla y suciedad de las aulas muestreados en junio, y no previamente examinados por el distrito, "a miles de veces los niveles previamente publicados".

## Académica
MHS alardea constantemente de tener las más altas puntuaciones SAT y API de los tres institutos del distrito.  MHS periódicamente ha sido premiado con honores por varias autoridades; a partir de 2008 Newsweek Magazine's Top 1200 Escuelas en América clasificado Malibu High en el puesto #184. In 2007 U.S. News & World Report ranked Malibu High #98 of the top 100 schools in the country and awarded a Gold Medal. Más de quince cursos avanzados se ofrecen en la escuela.
Más allá de la preparación universitaria, los honores, y las clases de nivel avanzado, el colegio es uno de los que en California provee extensas fuentes para estudiiantes de Educación Especial (SpEd). A partir de 2006-2007, 125 estudiantes de SpEd se inscribieron junto a 26 profesores de SpEd en MHS, donde difícilmente el 10% del cuerpo estudiante reciben al 24% del profesorado.

## Proyecto Zuma
Tomando ventaja de su cercana proximidad al océano Pacífico, los estudiantes de 10.º grado de Biología o del curso optativo de Honra a la Biología Marina participan en un estudio de campo a lo largo de todo el año conocido como "El Proyecto Zuma". Los estudiantes recolectan información oceanográfica y biológica (y muestras de plancton) cada semana durante el curso académico, y se ha estado realizado desde la primera clase sénior en 1995. El programa de investigación ha sido copiado y utilizado por otras escuelas como parte del programa UCLA OceanGLOBE.

## Deportes
El colegio se clasifica como pequeño por la California Interscholastic Federation, compitiendo en la División IV CIF Southern Section. Fútbol es en la División XI. Un estudio publicado en 2007 por el Consejo de Gobierno de MHS informó que el 75% de los estudiantes AP y con honores participan en programas de deportes.

## Artes escénicas
MHS ha ganado varios premios en música instrumental y coral. En 2006 y 2007, la orquesta sinfónica del MHS ganó la más alta clasificación (Superior) de los jueces del Sur de California.[cita requerida] En 2011, los cuatro coros de MHS recibieron la clasificación de "Superior" (la más alta clasificación posible. En marzo de 2014, el coro de Malibu High School actuó en el Carnegie Hall en Nueva York.

## Publicaciones
El periodismo de la escuela produce mensualmente un periódico, The Current, para el instituto. El periódico del colegio primarioThe Surfwriter se extinguió después de varios años. También se publica un anuario de la clase, Aquarius. En 2008 una revista literaria, The Inkblot, se añadió, publicando historias, poesía, viñetas e ilustraciones de los estudiantes.

### Eventos memorables
- 2013: Algunos profesores de MHS reclaman que la reciente construcción y las clases les hacen enfermar y producen cáncer.[21]
- 2012: Un estudiante acusa a un profesor de mala conducta, ganándose la atención de los medios[22]
- 2009: Se pierden las palmeras del MHS.[23]
- 2008: El vandalismo en MHS causa agitación con implicaciones raciales.[24]
- 2007: MHS es elegida por el U.S. News and World Report como #98, uno del top 100 de colegios en la nación y galardonados con la Medalla de Oro.
- 2007: La controversia tecnológica en MHS produce que los estudiantes publiquen vídeos en YouTube de sus profesores.[25]
- 2003: MHS es calificado por Newsweek como #177 entre las mejores escuelas de la nación. MHS constantemente es clasificada en el top 184 de la lista de colegios de Newsweek.
- 1996: La primera promoción de seniors del MHS se gradúa.

## Demografía estudiante/profesor
Para el año escolar 2007/08, los estudiantes del MHS se componían de:
- 1,303 alumnos inscritos; 52.9% hombres, 47.1% mujeres
- las clases de escuela secundaria (grados 6 a 8) tienen un tamaño medio de 163.7
- las clases de la escuela preparatoria (grados 9 a 12) tienen un tamaño medio de 203.8
- demografía de los estudiantes: 0.3% indios americanos o nativos de Alaska, 2.0% asiáticos, 1.1% de las Islas del Pacífico/Filipino, 9.2% hispano o latino, 2.5% afroamericano, 84.7% blanco (no-hispano), 0.2% múltiple.

Para el año escolar 2007/08, los profesores del MHS se componían de:
- preparatoria: 64 profesores certificados; 53.1% hombres, 46.9% mujeres
- preparatoria: Demografía de los profesores certificados: 6.2% hispanos o latinos, 4.7% afroamericanos, 87.5% blancos (no-hispano), 1.6% múltiple.

## Antiguos alumnos destacables
- Devendra Banhart, Música[28]
- Jesse Billauer, Clase de 1996, surfista tetrapléfico, orador motivacional[29]
- Christoper y Jonathan Chu, músicos (The Morning Benders/POP ETC)[30][31]
- Lauren Dukoff, fotógrafa[32]
- Charlie Sheen, actor[33]
- Colbie Caillat, músico
- Gigi Hadid, modelo
- Bella Hadid, modelo
- Sean Penn, actor, director, productor[34]
- Chad Lowe, actor, director, productor[35]
- Clay Greenbush, actor
- Kaia Gerber, modelo

## Profesorado destacable
- Dr. Louis Leithold,[36] autor de The Calculus, un libro de texto ampliamente utilizado en institutos y universidades(2005)

## Rodaje
Escenas de la película Smile (2005) se rodaron en MHS. La película está inspirada en la organización internacional Operation Smile y retrata figuras de la vida real del MHS tales como el antiguo director, Dr. Mike Matthews (interpretado por Sean Astin). MHS acoge un capítulo de estudiantes de la Operación Sonrisa para ayudar a recaudar fondos, y cada año, unos pocos estudiantes acompañan a la Operación Sonrisa en tours.
Escenas de la  Disney Channel Original Movie Brink! también fueron rodadas en MHS y Zuma Beach.
En 2010 la serie de televisión 90210 mostró una bandera del "Malibu High School" en una competición de surf.